# 取引の安全
取引の安全（とりひきのあんぜん）とは取引を行った者を保護するという民法上の考え方。動的安全（どうてきあんぜん）ともいう。

## 概要
例えば、AC間の寄託契約によって、AがCから預かっている動産を、自分の所有物であると偽ってBに売却した場合、民法ではBを保護する、つまりBの所有物になる。このような考え方を取引の安全という。
取引の安全が認められないと、誰も動産売買に手を出さなくなり、資本主義経済の根幹である商品交換は動かなくなる。そのため民法では政策的に取引の安全を保護している。